# Лаврове дерево (яйце Фаберже)
Імператорське великоднє яйце «Лаврове дерево» (інша назва — «Апельсинове дерево») — ювелірний виріб фірми Карла Фаберже, виготовлений на замовлення російського імператора Миколи II у 1911 році. Було подароване імператором матері Марії Федорівні на Великдень 1911 року.

## Дизайн
Яйце «Лаврове дерево» виконане у формі підстриженого деревця, що «росте» в діжці на квадратному постаменті із огорожею. Крона деревця утворена щільним різьбленим нефритовим листям, квіточками і фруктами із дорогоцінного каміння, які вкривають складно переплетену основу із гілочок. Квітки з пелюстками із білої емалі і фрукти виготовлені із алмазів кольору шампанського, аметистів, блідих рубінів і цитринів. Золотий стовбур деревця — з різьбленою імітацією кори.
Квадратна діжка із білого кварцу декорована золотою трельяжною сіткою із квітками на схрещеннях і лавровою гірляндою із прозорої зеленої емалі з ягодами із рубінів і діамантів. Діжка стоїть на ніжках, які прикрашені розетками із алмазів і рубінів. Двоступеневий постамент виготовлений із нефриту, по його кутах стоять чотири нефритові колони, прикрашені золотими цоколями, орнаментом та верхівками і увінчані перлинами. Ланцюжки між колонами виконані із емалевого листя і перлин.
На нижній окантовці котки є надпис російською мовою і дата: «Фаберже, 1911».

### Сюрприз
Серед листя захований отвір для ключа і крихітний важіль, приведення в дію якого піднімає круглу кришку на верхівці дерева, після чого зсередини з'являється мініатюрна співоча пташка, яка махає крилами, повертає голову, відкриває дзьоб і співає.

### Прототип
Дерева зі співочими пташками були відомі ще з XVI століття. Прототипом яйця «Лаврове дерево» було дерево із пташкою, популярне у XVIII столітті.